# Pere Balaguer

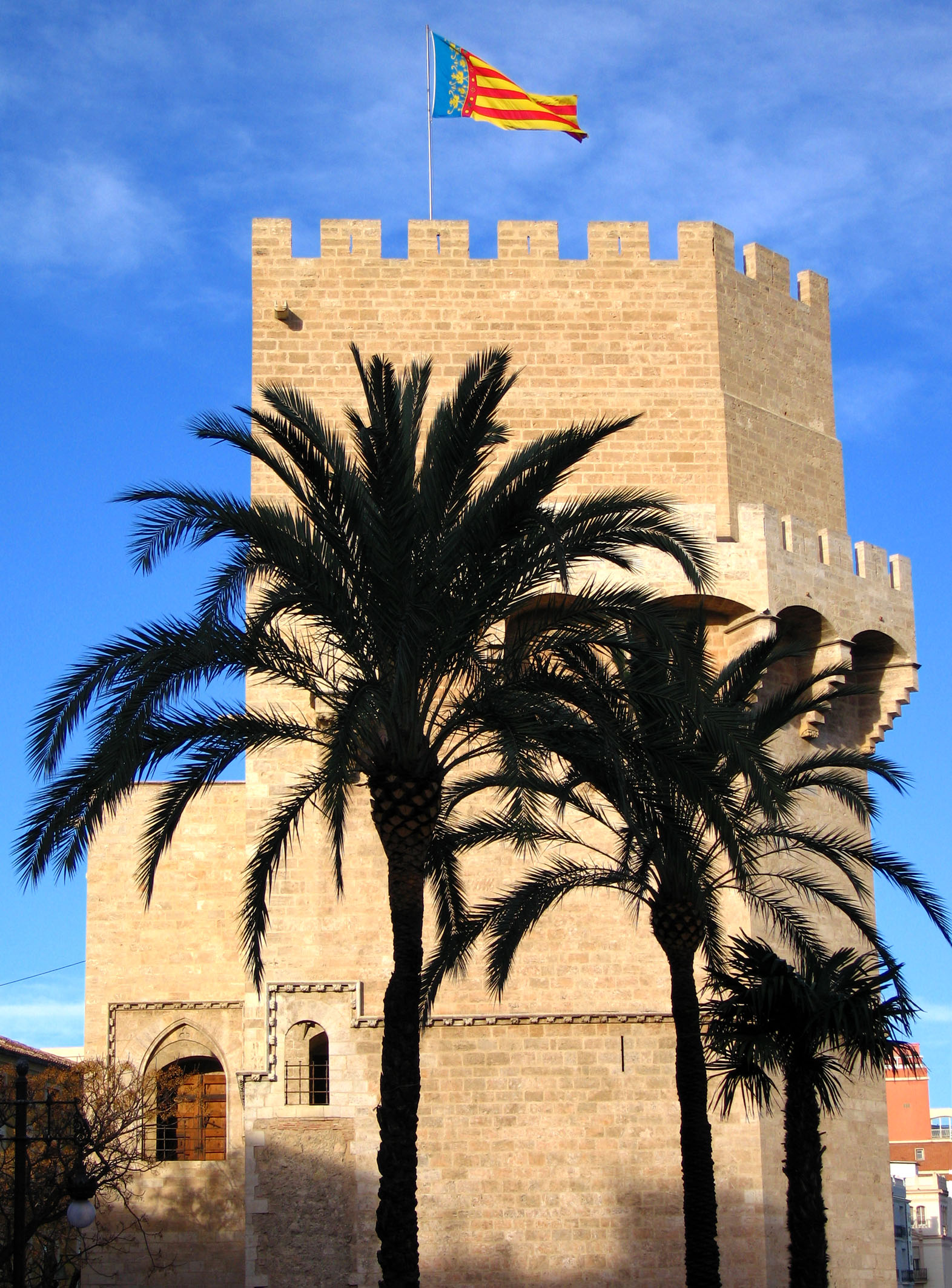
Vista lateral de la Porta de Serrans

Pere Balaguer (actiu a la ciutat de València de 1392 a 1424) va ser un arquitecte valencià autor de diversos monuments gòtics al cap i casal. Pere Balaguer apareix en els documents amb els noms de mestre, mestre major o mestre de pedra picada, però en qualsevol cas, assumí la direcció total de les obres, des dels aspectes més generals fins a detalls de la construcció i ornamentació.

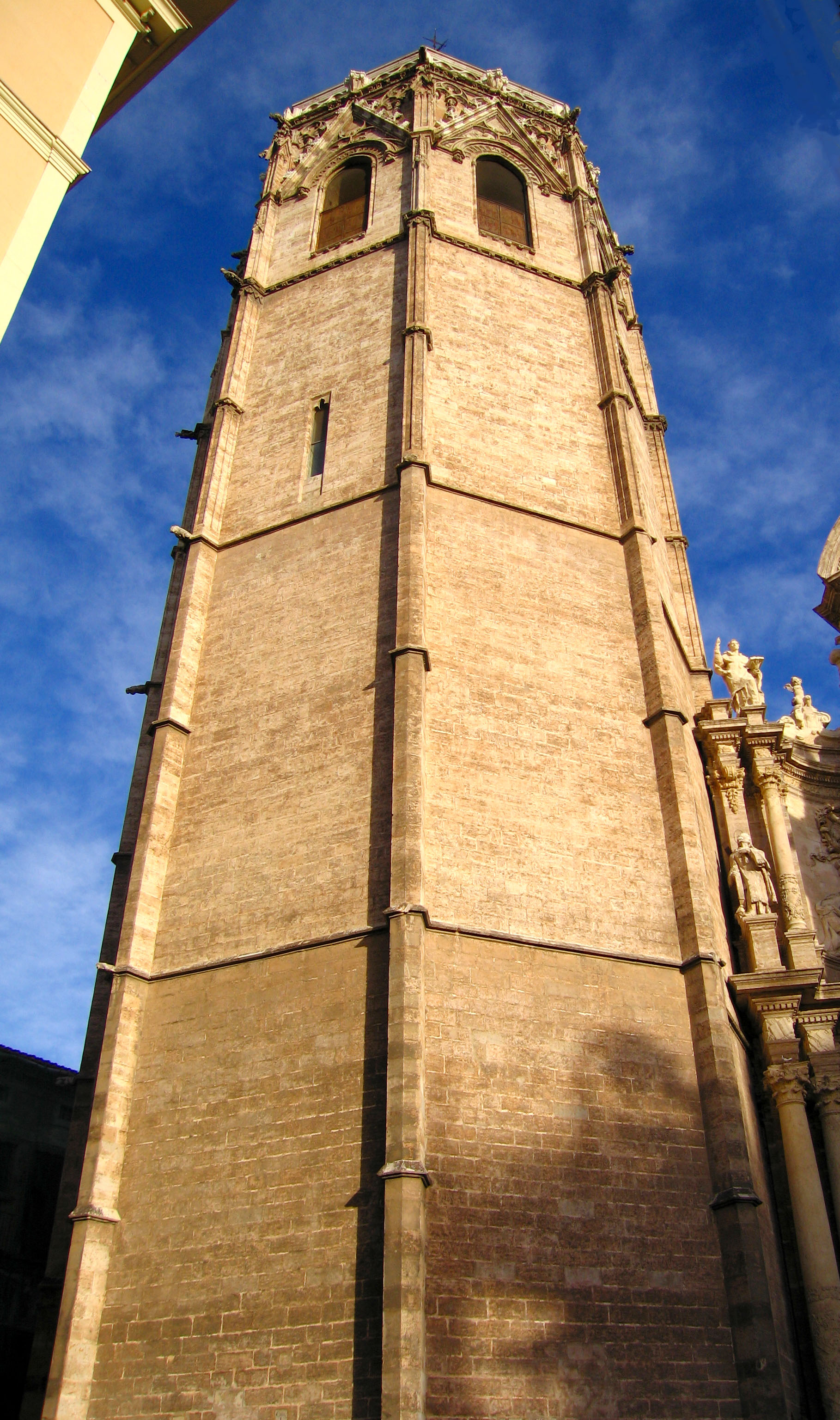
El Micalet

De 1392 a 1398 va dirigir la construcció de la porta de la muralla anomenada de Serrans, la seua obra més emblemàtica. Malgrat la poca consideració social dels arquitectes de l'època, Balaguer rebé un tracte de favor dels jurats, que fins volgueren dir-li a les torres "de Balaguer". Per fer aquesta obra viatjà per encàrrec del jurats de València a Catalunya amb el fi d'estudiar i conèixer diverses portes i torres i preparar el projecte. De fet, la Porta de Serrans està inspirada en la Porta Reial del Monestir de Poblet, tot i que són més esveltes i ornamentades i presenten una més eficaç capacitat defensiva.
El 1398 treballà en l'ornamentació de la torre de santa Bàrbara, o de l'Àguila, pròxima a la de Serrans i usada també com a presó abans que fóra enderrocada el segle xix. De 1406 a 1422 participà en la construcció de l'església de santa Caterina.
El 1410 treballava per a la Seu de València en la construcció del dormitori dels sagristans, i en uns suports de pedra al cimbori per instal·lar-hi els "farons" de la Ciutat, artefactes usats per a il·luminació en dies solemnes.
El 1414 col·laborà en les obres de construcció del campanar del Micalet de la Seu, i per encàrrec de Pere March, pare d'Ausiàs March, construí un sepulcre per a la capella de sant Marc a Gandia.
Fins a 1424 continuà treballant en obres menors de la Seu, i després el seu nom desaparegué de la documentació.